# Sony Xperia T
Il Sony Xperia T, nome in codice Mint o LT30p, è uno smartphone Android della Sony, lanciato nel 2012. L'Xperia T ha un display multi-touch da 4,55" (115 mm) con il Mobile Bravia Engine di Sony che ottimizza l'immagine, un processore da 1,5 GHz dual core Snapdragon S4 Krait, una fotocamera posteriore da 13 mega-pixel con sensore Exmor R, 1 GB di RAM e 16 GB di memoria interna (di cui 2 GB per le app e 11 GB per i dati, il resto per il sistema operativo). È inoltre stato aggiornato ad Android Jelly Bean nel febbraio 2013.

## Storia
Il Sony Xperia T viene annunciato da Sony Mobile Communications, assieme alla nuova gamma Xperia, all'evento Consumer Electronics Show IFA a Berlino, nell'agosto 2012; è disponibile in Italia da novembre 2012.
Per un accordo commerciale fra la Sony e i produttori del film Skyfall, James Bond nel film utilizza un Sony Xperia T.

## Caratteristiche
Le caratteristiche principali del Sony Xperia T sono la fotocamera posteriore da 13 MP con sensore Exmor R capace di scattare foto a 4128 x 3096 pixels e lo schermo con risoluzione 1280 x 720 ottimizzato dal Bravia Engine in grado di dare una resa cromatica fedele al vero. Altra caratteristica importante è il software musicale SONY Walkman con molte funzioni uniche (tra cui ClearAudio+ che rende il suono di file musicali automaticamente più chiaro).

### Design
Sony Xperia T si distacca dalla tradizionale forma a parallelepipedo dei predecessori per optare su una forma curva verso l'esterno ripresa dal Sony-Ericcson Arc S, questa soluzione permettere di rendere più sottile il telefono al centro, dove solitamente si tiene in mano il dispositivo, la scelta della scocca unibody in plastica-gommata inoltre migliora ulteriormente la sensazione alla presa in mano.